# Trevelin
Trevelin é um município na província de Chubut, na Argentina. Ela fica 24 km ao sul de Esquel. Em 2011, sua população era de aproximadamente 9123. A cidade foi fundada no final do século XIX por galeses. Em 1902, após a disputa territorial entre Argentina e Chile, os residentes votaram para permanecer na Argentina. A altitude média na cidade é de 385 metros acima do nível do mar.

## Clima
| Gráfico climático para Trevelin                                     | Gráfico climático para Trevelin | Gráfico climático para Trevelin | Gráfico climático para Trevelin | Gráfico climático para Trevelin | Gráfico climático para Trevelin | Gráfico climático para Trevelin | Gráfico climático para Trevelin | Gráfico climático para Trevelin | Gráfico climático para Trevelin | Gráfico climático para Trevelin | Gráfico climático para Trevelin |
| ------------------------------------------------------------------- | ------------------------------- | ------------------------------- | ------------------------------- | ------------------------------- | ------------------------------- | ------------------------------- | ------------------------------- | ------------------------------- | ------------------------------- | ------------------------------- | ------------------------------- |
| J                                                                   | F                               | M                               | A                               | M                               | J                               | J                               | A                               | S                               | O                               | N                               | D                               |
| 33 23 8                                                             | 42 23 8                         | 31 20 5                         | 48 15 2                         | 67 11 0                         | 82 8 -2                         | 72 7 -3                         | 52 9 -2                         | 41 12 0                         | 45 15 2                         | 22 18 5                         | 36 20 7                         |
| Temperaturas em °C • Precipitações em mmFonte: World Weather Online |                                 |                                 |                                 |                                 |                                 |                                 |                                 |                                 |                                 |                                 |                                 |